# 沃爾夫·波佩猶太會堂

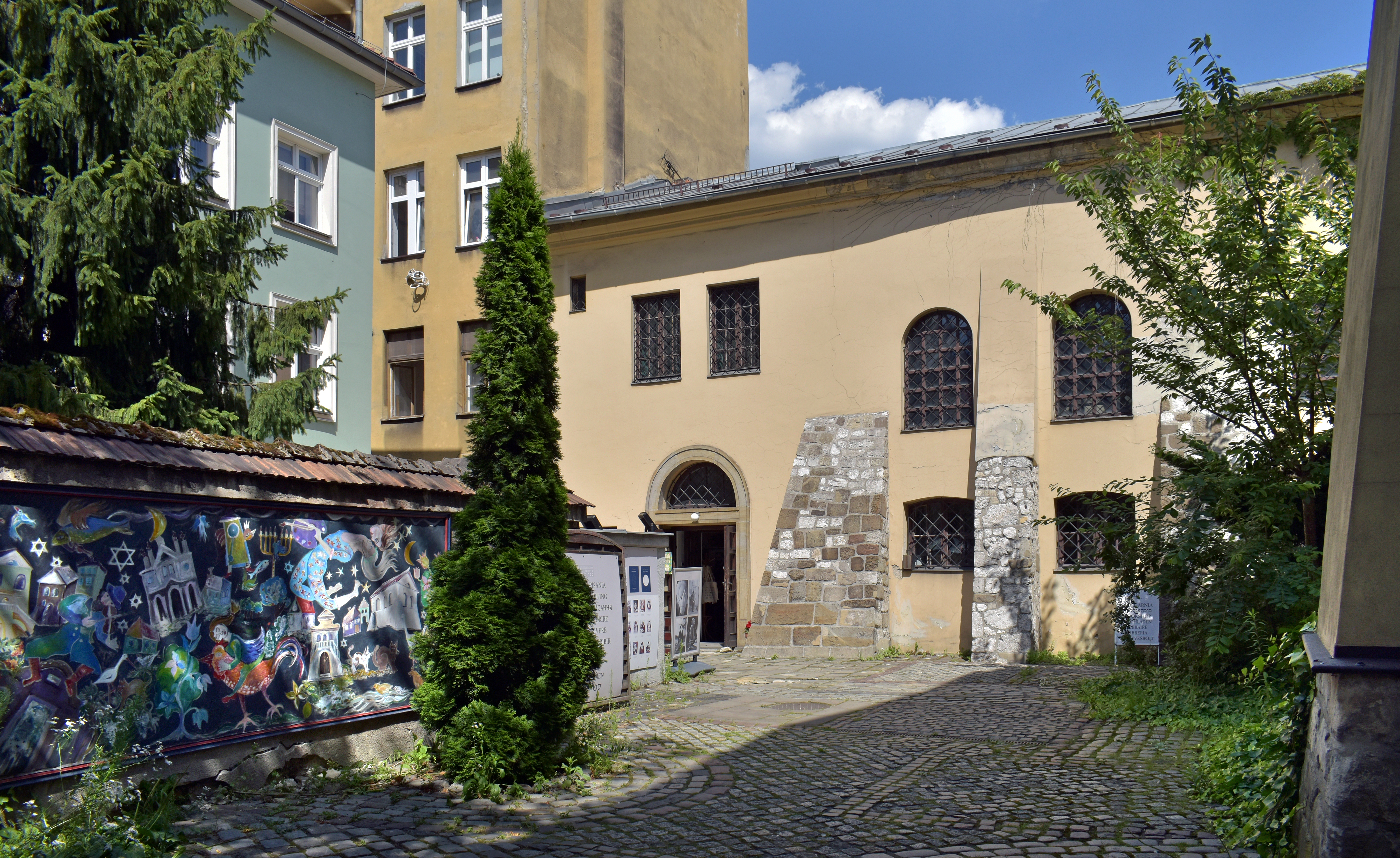

沃爾夫·波佩猶太會堂（波蘭語：Synagoga Poppera (Bociana)）是波蘭城市克拉科夫的一座猶太會堂，位於克拉科夫的舊猶太區。這座猶太會堂設立於17世紀初期。